# Sanvitalia
Genre
Classification APG III (2009)
Sanvitalia est un genre  de plante à fleurs appartenant à la famille des Asteraceæ  comportant environ cinq espèces et natif du Sud-Ouest des États-Unis, du Mexique, de l'Amérique centrale et de l'Amérique du Sud. Il porte le nom vernaculaire de Zinnia rampant.

## Liste d'espèces
Selon NCBI (5 avr. 2011) :
- Sanvitalia angustifolia
- Sanvitalia fruticosa
- Sanvitalia ocymoides
- Sanvitalia procumbens

Selon ITIS (5 avr. 2011) :
- Sanvitalia abertii A. Gray
- Sanvitalia ocymoides DC.
- Sanvitalia procumbens Lam.